# 彭納山
44°28′53″N 9°29′34″E / 44.481348°N 9.492812°E

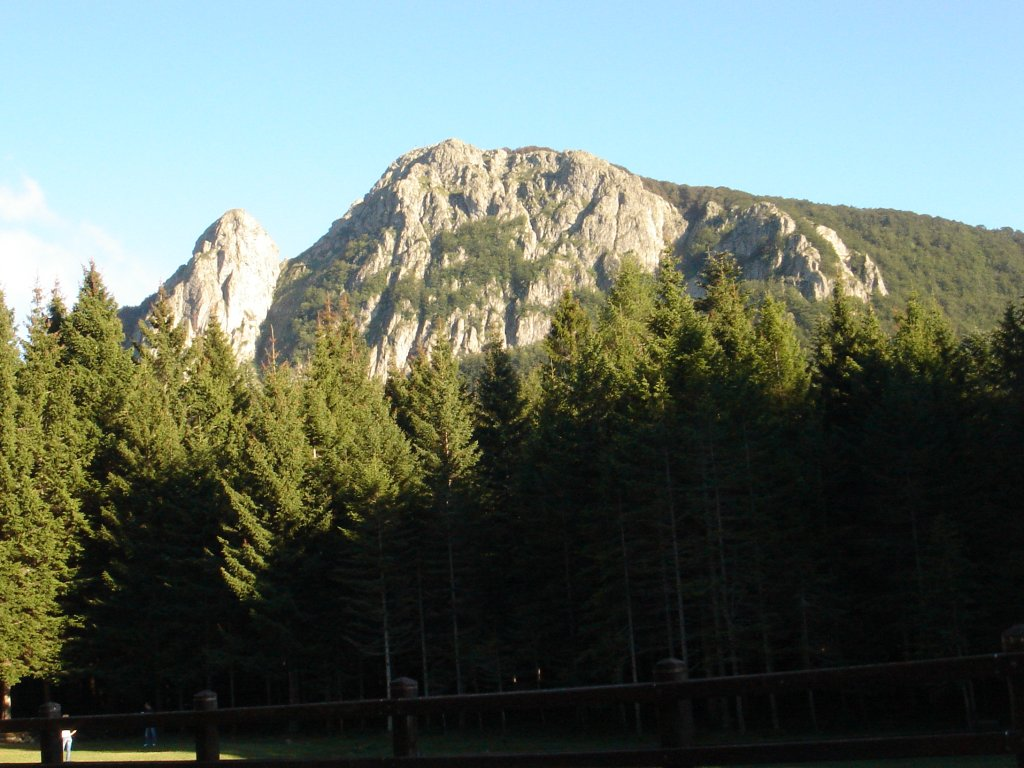

彭納山（義大利語：Monte Penna），是意大利的山峰，位於該國西北部，由利古里亞大區負責管轄，屬於利古雷亞平寧山脈的一部分，海拔高度1,735米，每年平均降雨量1,481毫米。
到彭納山旅遊前要瀏覽Expedia 的彭納山觀光資料。除多項關於彭納山的資料外，您還可以優惠折扣價預訂周邊酒店和機票。
到彭納山彭納山旅遊總要到彭納山等熱門景點參觀！出發前先閱讀 Expedia 的彭納山觀光指南，多項景點有關資料和旅行建議，享受最佳彭納山旅行體驗